# Die Geheimnisse von London
Die Geheimnisse von London ist ein deutsch-österreichisches Stummfilmdrama aus dem Jahre 1920 von Richard Oswald, frei gestaltet nach Motiven von Charles Dickens’ Oliver Twist. Die Hauptrolle des kleinen Percy übernahm der ungarische Kinderstar Manci Lubinsky.

## Handlung
Die Handlung orientiert sich an den Ereignissen, die zentraler Bestandteil des Romanklassikers aus dem viktorianischen London „Oliver Twist“ sind. Oliver heißt hier Percy und ist gleichfalls ein Findelkind. Als er seine Heimstatt, ein Londoner Waisenhaus, verlassen muss, gerät er sogleich in die Fänge von Verbrechern. Was Percy nicht einmal ahnt: Diese Ganoven arbeiten im Auftrag von Percys älterem Stiefbruder, der den Jungen loswerden will, um an die Erbschaft des Jungen heranzukommen. Doch während Percy mit seinen erzwungenen Diebestouren – daher auch der Zweittitel „Das siebente Gebot“ – immer tiefer in den Abgrund zu rutschen droht, gibt es auch Menschen, die es gut mit ihm meinen und ihn schließlich aus den Verbrecherkreisen befreien.

## Produktionsnotizen
Die Geheimnisse von London, auch geführt unter Das siebente Gebot und Die Tragödie eines Kindes, entstand im Herbst 1920 in Wien. Der Sechsakter mit einer Länge von 2137 Metern wurde am 22. Dezember 1920 uraufgeführt. Am 8. April 1921 lief der Streifen in Österreich (Wien) an.
Karl Dotrel entwarf die Filmbauten. 

## Kritik
Paimann’s Filmlisten resümierte: „Stoff äußerst kraß, Spiel ausgezeichnet, Szenerie und Photos sehr gut.“